# Столичен общински съвет
Столичният общински съвет (съкратено СОС) е орган на местното самоуправление, състоящ се от 61 общински съветници, избрани от избиратели с постоянен и/или настоящ адрес на територията на Столичната община.

## Председатели
- Петър Станков (1991 – 1995)
- Евгений Бакърджиев (1995 – 1997)
- Антоан Николов (1997 – 2003)
- Владимир Кисьов (2003 – 2007)
- Андрей Иванов (2007 – 2012)
- Елен Герджиков (2012 – 2021)
- Георги Георгиев (2021 – 2023)
- Цветомир Петров[1] (2024 – понастоящем)

## Състав на СОС през предишни мандати

### 2019 - 2023
Председатели: Елен Герджиков (2019 - 2021), Георги Георгиев (2021 - 2023)
| Партия, коалиция или сдружение | Партия, коалиция или сдружение   | Мандати |
| ------------------------------ | -------------------------------- | ------- |
|                                | ГЕРБ-СДС                         | 27      |
|                                | БСП за България                  | 15      |
|                                | Демократична България            | 11      |
|                                | Патриоти за София (ВМРО и Атака) | 5       |
|                                | Независими                       | 3       |
|                                | Общо                             | 61      |

### 2015 - 2019[2]
Председател: Елен Герджиков
| Партия, коалиция или сдружение | Партия, коалиция или сдружение                                                   | Мандати |
| ------------------------------ | -------------------------------------------------------------------------------- | ------- |
|                                | ГЕРБ                                                                             | 30      |
|                                | Реформаторски блок                                                               | 11      |
|                                | МК „БСП – Лява България“                                                         | 7       |
|                                | Патриоти за София (ВМРО и Атака)                                                 | 5       |
|                                | Група 5: Глас Народен: 2 съветници Движение 21: 2 съветници Зелените: 1 съветник | 5       |
|                                | Коалиция „Сердика“ (АБВ и Български социалдемократи)                             | 3       |
|                                | Общо                                                                             | 61      |

### 2011 - 2015
Председатели: Андрей Иванов (2011 - 2012), Елен Герджиков (2012 - 2015)
| Партия, коалиция или сдружение | Партия, коалиция или сдружение | Мандати |
| ------------------------------ | ------------------------------ | ------- |
|                                | ГЕРБ                           | 33      |
|                                | БСП                            | 15      |
|                                | Синята коалиция                | 7       |
|                                | Атака                          | 2       |
|                                | НДСВ                           | 2       |
|                                | ВМРО                           | 2       |
|                                | ДДД-ДЗ                         | 1       |
|                                | Общо                           | 61      |

## Постоянни комисии
- Комисия по устройство на територията и жилищна политика
- Комисия по финанси и бюджет
- Комисия по здравеопазване и социаллна политика
- Комисия по опазване на околната среда, земеделие и гори
- Комисия по местно самоуправление и нормативна уредба
- Комисия по образование, наука, култура и вероизповедания
- Комисия по стопанска политика и общинска собственост
- Комисия по инженерна инфраструктура, водоснабдяване и енергийно планиране
- Комисия по обществен ред и сигурност
- Комисия по транспорт, транспортна инфраструктура и безопасност на движението
- Комисия за децата, младежта, спорта и туризма
- Комисия по граждански права, молби и жалби
- Комисия по европейска интеграция и връзки с гражданското общество
- Комисия по етика

## Специализирани фондове, агенции и предприятия
- Общинска банка АД
- Общинска застрахователна компания АД
- Софийски аптеки ЕАД
- Егида-София ЕАД
- Български пенсионен фонд АД
- Специализиран общински приватизационен фонд (СОПФ)